# Saint-Marceau (Sarthe)
Saint-Marceau – miejscowość i gmina we Francji, w regionie Kraj Loary, w departamencie Sarthe.
Według danych na rok 1990 gminę zamieszkiwało 395 osób, a gęstość zaludnienia wynosiła 44 osób/km² (wśród 1504 gmin Kraju Loary Saint-Marceau plasuje się na 913. miejscu pod względem liczby ludności, natomiast pod względem powierzchni na miejscu 1047.).